# Plymouth (Vermont)
Plymouth es un pueblo ubicado en el condado de Windsor en el estado estadounidense de Vermont. En el año 2010 tenía una población de 619 habitantes y una densidad poblacional de 5 personas por km².
En esta ciudad nació en julio de 1872 el que sería trigésimo presidente de EE. UU., Calvin Coolidge.

## Geografía
Plymouth se encuentra ubicado en las coordenadas43°31′54″N 72°43′18″O / 43.53167, -72.72167..

## Demografía
Según la Oficina del Censo en 2000 los ingresos medios por hogar en la localidad eran de $43,438 y los ingresos medios por familia eran $46,667. Los hombres tenían unos ingresos medios de $29,583 frente a los $27,917 para las mujeres. La renta per cápita para la localidad era de $25,272. Alrededor del 5.4% de la población estaban por debajo del umbral de pobreza.